# ابرو ا لیما، پرنامبوکا
ابرو ا لیما، پرنامبوکا (به پرتغالی: Abreu e Lima, Pernambuco) یک سکونتگاه مسکونی در برزیل است که در پرنامبوکو واقع شده‌است.

## خصوصیات
ابرو ا لیما ۱۲۶ کیلومترمربع مساحت و ۹۶٬۲۶۶ نفر جمعیت دارد و ۱۹ متر بالاتر از سطح دریا واقع شده‌است.